# Лейе, Жан-Мари
Жан-Мари Лейе Ленелгау (фр. Jean-Marie Léyé Lenelgau; 1932 — 9 декабря 2014) — президент Вануату (1994—1999).

## Биография
В 1976 году, когда Вануату являлась англо-французским кондоминиумом Новые Гебриды, стал одним из основателей и первым президентом Союза сообществ Новые Гебрид (ССНГ). Движение выступало за права коренных народов и противостояло партии Вануаку, националистическому движению, где доминировали англоязычные члены. В то время как партия Вануаку под руководством Уолтера Лини вела кампанию за быстрое получение независимости Новыми Гебридами, ССНГ выступал за более постепенный переход власти от колониального правительства, «чтобы подготовиться к этому переходу в лучших условиях». Популярность идей партии Вануаку, однако, в 1980 году привела к провозглашению независимости страны (которая стала называться Вануату), ССНГ стал Союзом умеренных партий, главной оппозиционной политической силой.
2 марта 1994 года был избран президентом республики. Так как форма правления была парламентской, ему отводилась в значительной степени символическая и церемониальная роль. Он был первым франкоязычным президентом страны. 12 октября 1996 года он был ненадолго похищен членами военизированной службы национальной обороны Вануату. Таким образом военные протестовали против невыплаты пособий. Он был освобождён в тот же день. Это «единственный переворот в истории страны».
В 1995 году он публично выступил против возобновления французских ядерных испытаний в Тихом океане. Он ссылался на «долг» Франции «обеспечить безопасную окружающую среду» в Тихом океане. Его премьер-министр, Максим Карлот Корман, несмотря на желание поддерживать тесные и дружественные отношения с Францией, также выступал против ядерных испытаний.
В конце 1995 года вернулся Максим Карлот Корман был смещён с должности премьера Сержем Вохором, но спустя два месяца ему удалось добиться в парламенте вотума недоверия правительству Вохора. 27 ноября 1997 года по просьбе Вохора Лейе распустил парламент, отклонив вотум недоверия. Это решение является спорным. Лейе заверил, что действовал самостоятельно без влияния премьера, и объяснил свой шаг тем, что нарастающее недовольство в парламенте является источником политической нестабильности. Роспуск парламента был оспорен в судебном порядке, 9 января 1998 года Апелляционный суд зачитал своё решение. По результатам досрочных выборов Серж Вохор потерпел поражение; премьер-министром стал представитель Партии Вануаку, Дональд Калпокас.
Срок президентских полномочий Жана-Мари Лейе истёк 2 марта 1999 года, на его место был избран Джон Беннетт Бани.